# ビアンカ・ベレアー
ビアンカ・ベレア（Bianca Belair、ビアン・クロフォード（Bianca Nicole Crawford、旧姓・ブレア (Blair)）、1989年4月9日 - ）は、アメリカ合衆国のプロレスラー、ボディビルダー。
WWE所属でRawブランドの選手として活動しており、現在はWWEのWWE女子タッグ王者。
レッスルマニア37で、ベレアと対戦相手のサーシャ・バンクスは、アフリカ系アメリカ人女性として初めてレッスルマニアヘッドラインを飾り、ESPY賞を受賞。夫は同じくWWE所属のモンテス・フォード。

## 経歴
2024年4月、レッスルマニア40ではジェイド・カーギル、ナオミと組み、ダメージ・コントロール(ASUKA、カイリ・セイン、ダコタ・カイ)組と対戦し、勝利を収めている。
2025年3月、エリミネーション・チェンバー戦でベイリー、リヴ・モーガンらから勝利。レッスルマニア41での女子世界王座への挑戦権を獲得した。
2025年4月、レッスルマニア41で3way形式の女子世界王座戦でイヨ・スカイに敗れ、王座獲得に失敗した。

## 得意技

### フィニッシュ・ホールド
キス・オブ・デス(KOD)
相手をアルゼンチン・バックブリーカーの体勢で担ぎ、相手の下半身を押し上げながら相手の頭を自身の前に投げ出すように180°回転させて相手の顔面からマットに叩きつける開脚式変形フェイスバスター。かけられた相手はフェイスバスターの形になり、自身は開脚尻餅の状態でマットに叩きつける。
450スプラッシュ
マットに倒れている相手に向かってコーナーのトップロープから1回転して自身の体を浴びせる技。

### 打撃技
エルボー
バックエルボー
ビンタ
バックバンド・チョップ
クローズライン
ショルダー・ブロック
髪の毛攻撃
ビアンカの太く一つにまとめたロングテールヘアーを鞭のように使い、相手を叩く。
食らった相手の身体にミミズ腫れが出来る程の威力だが、自分の身体の一部を利用した攻撃なので反則裁定にはならない。

### 投げ技
スープレックス
スーパープレックス
パワースラム
ミリタリー・プレス
相手の懐に身体を潜り込ませて胸部と腹部にそれぞれ両手を添えながら、バーベルの様に相手の身体を頭上へと持ち上げた後に相手の身体を支えていた両手を離して、うつ伏せの状態で相手の身体を叩きつける。

### フォール技
スクールガール
バックスライド
スモール・パッケージホールド
ジャックナイフ・ホールド

## 獲得タイトル
WWE
- WWEロウ女子王座 : 2回
- WWEスマックダウン女子王座 : 1回
- WWE女子タッグ王座 :1回
- 女性ロイヤルランブル優勝（2021年）

ESPY賞
- 最高のWWEモーメント（2021年）

プロレスリング・イラストレーテッド

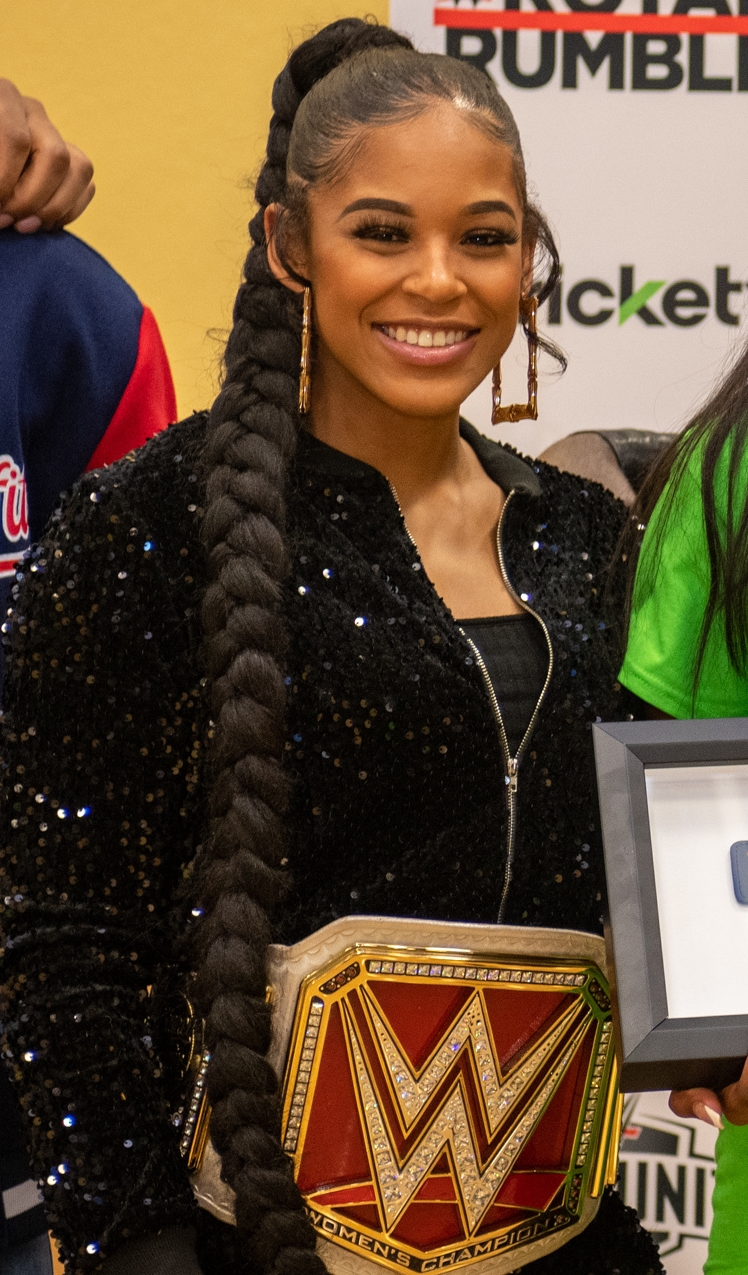
WWEロウ女子王者

- 2020年のPWIウィメンズ100のトップ100女性レスラーの23位にランクイン。

スポーツイラストレイテッド
- 2018年の今年の女性レスラートップ10で9位にランクイン。